# Sŏnggyun'gwan
L'accademia Sŏnggyun'gwan (성균관?, 成均館?) era l'istituto di formazione più prestigioso della Corea durante le dinastie Koryŏ e Chosŏn. Situata nella città di Kaesŏng, in Corea del Nord, il complesso era un'"accademia nazionale" (국학?, 國學?, kukhakMR) che comprende, ancora al giorno d'oggi, venti edifici. Aperto al pubblico nel 992, l'accademia affonda le proprie radici nel IV secolo d.C., durante il regno di Koguryŏ.
Un articolo del Pyongyang Times sostiene che questa accademia sia l'università più antica del mondo, mettendola a confronto con l'università degli studi di Parma, la cui data di fondazione è stata fatta risalire al 1064. Gli edifici sono stati, tuttavia, ricostruiti nel 1602: a causa di un incendio, quelli originali non sono stati in grado di giungere fino ai giorni nostri.
Nel 1398, durante il regno di Chosŏn, venne costruito un centro di formazione omonimo a Seul, il predecessore dell'odierna università di Sungkyunkwan. L'architettura e la disposizione degli edifici di questa nuova accademia erano state sviluppate e pensate sul modello della Sŏnggyun'gwan di Kaesŏng.

## Storia

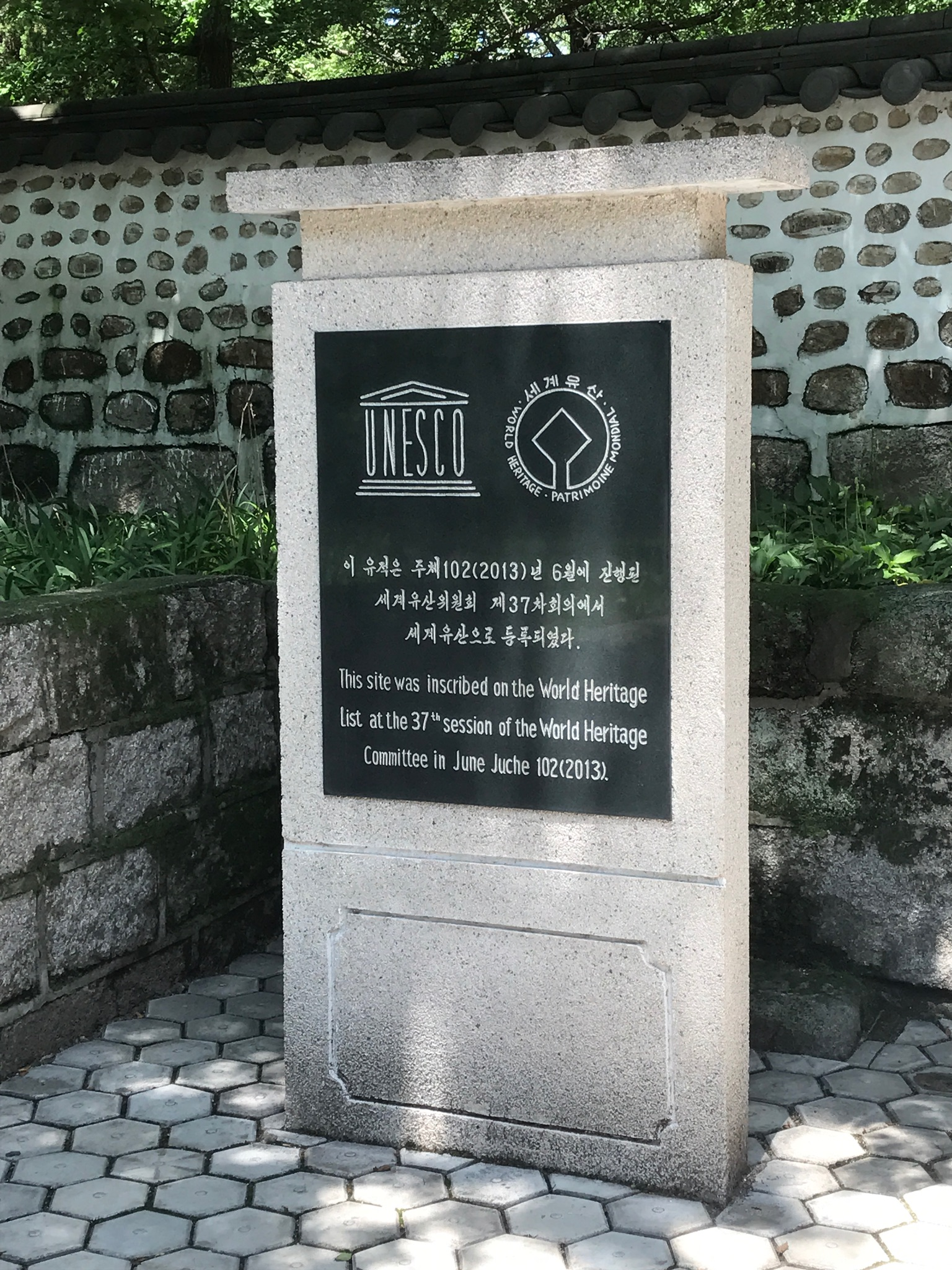
Il logo dell'UNESCO e il marchio del patrimonio dell'umanità all'entrata del complesso di Sŏnggyun'gwan

Durante i regni di Koryŏ (935–1392) e Chosŏn (1392–1910), il Sŏnggyun'gwan era l'università nazionale della Corea e aveva contribuito alla formazione di innumerevoli funzionari del governo. Il fatto che fosse un istituto neoconfuciano simbolizzava una graduale transizione dai valori del Buddhismo a quelli del Neoconfucianesimo, che si sarebbe dispiegata nella sua interezza solo alla fine del regno di Koryŏ. Le discipline che venivano insegnate in questa accademia erano i classici confuciani, la letteratura cinese, la calligrafia e la matematica.
Nel X secolo, ai tempi della sua fondazione, il Sŏnggyun'gwan era noto come Kukchagam (국자감?, 國子監?). Inizialmente ubicato nella zona meridionale della città di Kaesŏng, all'epoca nota con il nome di Kaegyŏng (개경?, 開京?), nell'anno 1087 l'accademia venne spostata a nord-est, dove si trova ancora al giorno d'oggi. Nel XII secolo essa raggiunse le dimensioni odierne. Il nome Sŏnggyun'gwan apparve per la prima volta solo nel 1362.
Dopo la presa di potere della dinastia Chosŏn nel 1392, la capitale venne spostata a Seul, allora conosciuta come Hansŏng (한성?, 漢城?), dove nell'anno 1398 venne costruita una nuova accademia nazionale, anch'essa chiamata Sŏnggyun'gwan. Il complesso di edifici a Kaesŏng perse il suo prestigio accademico, finché non venne ripristinato dal governo della Repubblica popolare democratica di Corea con la costruzione dell'università di Koryŏ Sŏnggyun'gwan nel 1992, esattamente mille anni dopo la fondazione dell'istituto.
All'entrata dell'accademia di Sŏnggyun'gwan vi è un'iscrizione lapidaria che riporta la data dell'inclusione del sito nel patrimonio mondiale dell'umanità. Il tesoro nazionale nordcoreano di Kaesŏng, grazie al suo inestimabile valore culturale e storico, è stato aggiunto ai siti protetti dall'UNESCO in seguito alla 37ª conferenza generale che ha avuto luogo a Phnom Penh e a Siem Reap nel regno di Cambogia. La data riportata è il Juche 102 (ossia il 2013); il calendario Juche, basato sulla data di nascita di Kim Il-sung, viene utilizzato in Corea del Nord in contesti ufficiali ed è spesso affiancato dal sistema di datazione gregoriano posto tra parentesi.

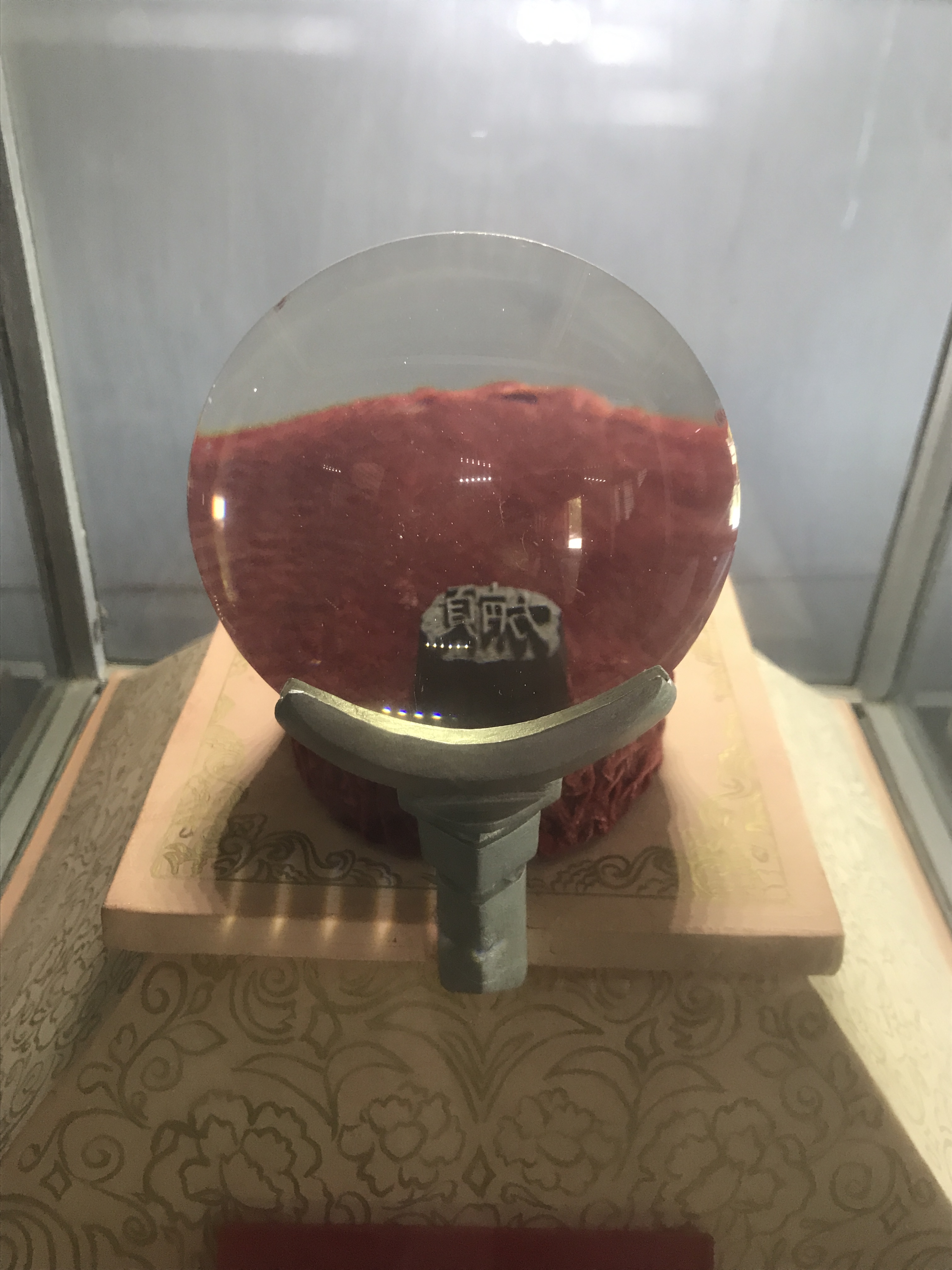
Il carattere tipografico in metallo più antico esposto nel museo di Koryŏ, ritrovato nei pressi della città di Kaesŏng

## Il complesso
Il territorio occupato dall'istituto non è molto esteso: con i suoi 11.200 m² e venti edifici, esso era in grado di ospitare circa 260 studenti. L'intero complesso è circondato da una cinta muraria e, internamente, è suddiviso in tre parti, anch'esse separate tra di loro da un sistema di mura. Ogni suddivisione era adibita a una funzione diversa: vi erano uno spazio riservato ai dormitori degli studenti e alle aule in cui si tenevano le lezioni, un complesso di templi dedicato ai momenti di preghiera e, infine, una zona disposta nella parte occidentale dell'istituto dove venivano conservati oggetti come, per esempio, statue, stupa e piccole pagode di pietra.
Quattro degli edifici del complesso – quelli di Taesŏngjŏn (대성전?, 大成殿?), Tongmu (동무?, 東廡?), Sŏmu (서무?, 西廡?) e Kyesŏngsa (대성전?, 享祀儀?) – sono stati convertiti nel museo di Koryŏ nel 1988. In esso sono conservati circa 10.000 oggetti e cimeli storici, tra i quali solo 1.000 sono esposti al pubblico. Uno degli oggetti in mostra è un carattere tipografico in metallo che, secondo la retorica nordcoreana, è il più antico del suo genere. Creata nel 1234, durante la dinastia Koryŏ, difatti, la stampa a caratteri mobili in metallo è stata utilizzata per diverso tempo; tuttavia, a differenza dell'invenzione di Gutenberg, avvenuta due secoli più tardi, non vi fu alcuna "rivoluzione della stampa" sul territorio coreano.
Secondo Elisabeth Chabanol, professoressa della Scuola francese d'estremo oriente, le quattro strutture dell'istituto di Sŏnggyun'gwan non sono idonee alla funzione a cui sono state preposte per due motivi: prima di tutto, gli antichi edifici risalenti alla dinastia Chosŏn non sono in grado di fornire una qualità di conservazione adeguata agli innumerevoli reperti che vi sono custoditi; in secondo luogo, il continuo flusso di visitatori rischia di danneggiare le strutture stesse.

## L'università attuale
Ricalcando le orme dell'università di Sungkyunkwan in Corea del Sud, la Corea del Nord, sotto la guida di Kim Il-sung, creò un'università nei pressi dell'antica accademia, dichiarandola la vera erede dell'istituto confuciano. Il nome della nuova università, fondata nel 1992, è Koryŏ Sŏnggyun'gwan (고려성균관?, 高麗成均館?). Gli studi sono basati sulle industrie leggere e, per questo motivo, l'istituto è spesso menzionato con il nome di "Università dell'industria leggera" (개성경공업단과대학?, 開城輕工業單科大學?, kaesŏng gyŏnggongŏptan'gwa daehakMR).
Il campus, che si estende su un'area di 10.000 m², è dotato di strutture moderne che, oltre a dormitori, laboratori e a sale adibite all'apprendimento pratico delle capacità tecniche, comprende anche palestre e piscine. Le facoltà più importanti dell'università di Koryŏ Sŏnggyun'gwan sono quella incentrata sulla lavorazione del ginseng coreano, delle ceramiche, dei tessuti e quella dell'artigianato.